# Distrito de Tomas

La Provincia de Yauyos en el Departamento de Lima, Perú.

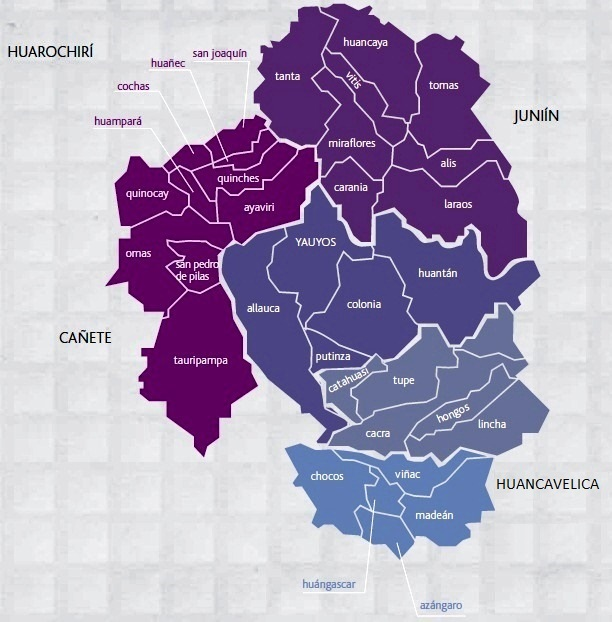
La provincia de Yauyos y sus 33 distritos.

El distrito de Tomas es uno de los treinta y tres distritos que conforman la provincia de Yauyos, perteneciente al departamento de Lima, en el Perú  y bajo la administración del Gobierno Regional de Lima. 
Desde el punto de vista jerárquico de la Iglesia católica, forma parte de la Prelatura de Yauyos.

## Historia

### Época preincaica
Las ruinas milenarias que se encuentran en su patrimonio con la existencia de cavernas, restos de habitaciones, fortalezas, ubicadas en el gran Tunshu Pallpa – Apu; tierras que pertenecen al gran tutelaje del famoso ÑAUPIS, Zona Norte de Janan – Yauyos, que limitaban de la siguiente forma:Por el Norte con los Tarumas y los Huancas. Por el este con los Huancavelicas (Chancas). Por el Sur con los Sinchi Marcas de Laraos. Por el oeste con los Huaquis (Miraflores) y los Huanca – Hayas (Huancaya).

### Época incaica
En tiempos de Pachacútec estas tribus fueron sometidas durante la expansión del Tahuantinsuyo inicialmente con los Tarumas y Huancas, posteriormente continúo el Inca Ripac y Capac Yupanqui, flanquearon la cordillera de los andes por el paso de Tuctumacanca; camino de Portachuelo, Llongote, Tragadero llegando a la ciudadela fortificada de Ñaupahuasi. Monarca del Ñaupi (Hoy Hatum Yauyos) de allí retrocedieron a Tunshu – Marca Apu, importante por la presencia de las minas, aquí cae vencido el cacique Villac Apu, hecho prisionero y entregado al jefe Ñaupi quedando destruida Cacañan formándose tres ayllus: Cochaquishuar, Matamucha y Huishcaranra. Tunshu significa tuétano o médula y Palpa – regalo. Dice la tradición que los primitivos pobladores de Tomas rendían culto al cerro TunshuPallpa, cada año nuevo ofrecían un niño sacrificado, siendo éste arrebatado por el Villac o abuelo Willca Tupe o arrebatador de nietos, prodigando la naturaleza abundante cosecha y ganadera.

### Época virreinal
Durante la colonia se le otorgó el nombre de Santísima Trinidad de Tomás; Santísima Trinidad debido a que las tres montañas que vigilan a la villa (Tunshupallpa, Uman Huarco, La Libertad) fueron representadas bajo la advocación de la Santísima Trinidad; y Tomás debido a la unión de los ríos Sinhua y Siria. 

### Época republicana
El distrito fue creado mediante Ley 7857 del 16 de octubre de 1933, durante el gobierno del Presidente Óscar R. Benavides.

## Geografía
Tiene una superficie de 299,27 km². El distrito se caracteriza por ser un punto ecoturístico, debido a su gran cantidad de majestuosos paisajes, restos arqueológicos y su abundante biodiversidad.

### Laguna
- Chichicocha
- Pachas

## Autoridades

### Municipales
- 2019 - 2022
  - Alcalde: Elmer Avelino Castillo Bonilla, Movimiento regional Unidad Cívica Lima.
- 2015 - 2018[2]
  - Alcalde: Elva Filomena Dionisio Inga, Movimiento Patria Joven (PJ).
  - Regidores: Gerardo Fermín Alberto Aranda (PJ), Gilmar Severo Hinostroza Dionisio (PJ),  Yeny Pilar Ruiz Ramírez de Echevarría (PJ), Waldir Aquiles Melo Vivas (PJ), Juan Virgilio Palomares Alberto (Partido Popular Cristiano).
- 2011 - 2014[3]
  - Alcalde: Elmer Avelino Bonilla Castillo, Partido Popular Cristiano (PPC).
  - Regidores: Esteban López Gago (PPC), Avencio Victoriano Melo Quinto (PPC), Zulema Cenaida Dionisio Delgadillo (PPC), Simón Alejandro Ruiz Olivera (Partido Aprista Peruano), Vilma Donata Fernández Casas (Partido Aprista Peruano).
- 2007 - 2010
  - Alcalde: Elmer Avelino Bonilla Castillo, Movimiento Concertación para el Desarrollo Regional.
- 2007 - 2011
  - Alcalde: Gusmán Domingo Obispo Taipe, Movimiento Concertación para el Desarrollo Regional.
- 2003 - 2006[4]
  - Alcalde: Diomides Alfonso Dionisio Inga, Partido Aprista Peruano.
- 1999 - 2002
  - Alcalde: Diomides Alfonso Dionisio Inga, Movimiento independiente Vamos Vecino.
- 1996 - 1998
  - Alcalde: Daniel Serapio Hurtado Palomares, Lista independiente N° 7 Cambio Yauyos.
- 1993 - 1995
  - Alcalde: Daniel Serapio Hurtado Palomares, Lista independiente Reconstrucción Yauyina.
- 1991 - 1992
  - Alcalde: Gilmar Severo Hinostroza Dionisio, Lista independiente N° 5 Frente independiente popular de Tomas.
- 1987 - 1989
  - Alcalde: Leonidas Melo Sandoval, Partido Aprista Peruano.
- 1984 - 1986
  - Alcalde: Eduardo Donato Bautista Bonilla, Lista independiente N° 3 Cajarreal.
- 1981 - 1983
  - Alcalde: Mariscal Ruiz Ibarra,  Lista independiente N° 3.

### Policiales
- Comisaría de Tomas
  - Comisario: Mayor PNP  .[5]

### Religiosas
- Prelatura de Yauyos[6]
  - Obispo Prelado: Mons. Ricardo García García.[7]
- Parroquia San Lorenzo, Alis[8]
  - Párroco: Pbro. Edgar Romero Basurto.
  - Vicario parroquial: Pbro. Luis Apolinario Aroquipa.

## Educación

### Instituciones educativas
- I.E.

## Atractivos turísticos
Los principales sitios turistcos del distrito

### Arqueología
- Complejo Siria

### Otros
- Cueva de Pachapshimen
- Bosque de Shinhora
- Cerro de Human Huarco
- Río Shingua
- Zona de Contadera
- Hipódromo de Siria